# 伊庫帕河
伊庫帕河（Ikopa）是馬達加斯加的河流，位於該國西北部，流經首都塔那那利佛南部郊區，河道全長485公里，是貝齊布卡河最大的左支流，流域面積18,550平方公里。
16°47′55″S 46°51′20″E / 16.79861°S 46.85556°E